# Caroline Stam
Caroline Stam ist eine niederländische Sängerin der Stimmlage Sopran.

## Leben und Wirken
Caroline Stam erhielt ihre musikalische Ausbildung am Amsterdamer Sweelinck Konservatorium bei Erna Spoorenberg und Margreet Honig. Nach dem Studienabschluss wurde sie Meisterschülerin unter anderem von Elly Ameling und Schülerin von David Pittman-Jennings.
Sie gastierte in Konzerten in Deutschland, Frankreich, Spanien und Großbritannien, unter anderem unter der Leitung von Iván Fischer, David Willcocks und Ton Koopman. Sie trat bei Festivals wie dem La Folle Journée in Nantes und dem Bremer Bachfest auf. 1995 gewann sie beim „Internationalen Gesangswettbewerb von Grimsby“ erste Preise für Sopran und für die Interpretation französischer Lieder.
Zu ihrem Repertoire an Opernpartien gehören Pamina in der Zauberflöte von Mozart, Clarijn im „Spiegel von Venedig“ von Hendrik Andriessen, Ninfa in L’Orfeo von Claudio Monteverdi, Belinda in Dido und Aeneas von Henry Purcell, Dorinda in Orlando von Georg Friedrich Händel und Hélène in „Une éducation manquée“ von Emmanuel Chabrier.
Caroline Stam ist seit der Gründung 1992 Mitglied im Amsterdam Baroque Choir. Bei den von Ton Koopman geleiteten Aufnahmen des „Amsterdam Baroque Orchestra & Choir“ der Kantaten von Johann Sebastian Bach wirkte sie auch als Solistin mit, ebenso in der Gesamtaufnahme der Werke von Dieterich Buxtehude.